# Sancho I av Pamplona
Sancho I Garcés (cirka 860 –11 december 925) var kung av Navarra och Pamplona åren 905 till 925. Sancho I var gift två gånger, men med sin första hustru, Urraca ( dotter till greven av Aragonien), fick han inga överlevande barn. Så på sin ålders höst gifte han om sig med Toda Aznárez som var barnbarn till kung Fortún Garcés. Enligt kodexen av Roda fick Sancho I och Toda sex barn:
- Oneca (d.931)
- Sancha
- Urraca
- Velasquita
- Orbita
- García

Sancho I hade också en utomäktenskaplig dotter, Lupa, som blev mor till Raymond I. Sancho I var mycket framgångsrik med att bekämpa morerna och som ett tack för sina framgångar grundade han ett kloster i Albelda.
När Sancho I dog efterträddes han av sin son García III Sánchez. Som medregenter hade denne sin mor Toda och sin farbror Jimeno.